# Simyra insularis
Cattail Caterpillar (chỉ ấu trùng) Henry's Marsh Moth (chỉ con trưởng thành) (Simyra insularis) là một loài bướm đêm thuộc họ Noctuidae. Nó được tìm thấy ở coast to coast throughout Hoa Kỳ và miền nam Canada (Ontario, Quebec, New Brunswick, Nova Scotia, British Columbia, Alberta, Saskatchewan và Manitoba).

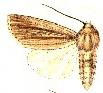

Sải cánh dài 35–40 mm. Con trưởng thành bay từ tháng 4 đến tháng 9.
Ấu trùng ăn các loài Typha và Polygonum, cũng như nhiều loại cỏ và sedges, cây bạch dương và cây liễu.

## Phụ loài
- Simyra insularis insularis
- Simyra insularis julitae